# Palacio Neugebäude
El Palacio Neugebäude (en alemán: Schloss Neugebäude, lit. Castillo de los nuevos edificios) es un gran complejo de castillos de estilo manierista situado en Simmering, un distrito de Viena, Austria. Fue construido en 1569 por orden del emperador Maximiliano II de la casa Habsburgo en el supuesto sitio de campaña del sultán Solimán el Magnífico en 1529 durante el Sitio de Viena y aparentemente siguiendo su modelo.
Cayó en desuso ya en el siglo XVII y hoy está en ruinas. Bajo protección monumental desde los años 1970, hay varias iniciativas para restaurar el sitio.
En 1922, los diseños arquitectónicos de Clemens Holzmeister para el primer crematorio de Austria situó la Feuerhalle Simmering dentro de los jardines amurallados del palacio Neugebäude, dando un nuevo uso a los antiguos jardines y sus antiguos árboles (muchos de los cuales son monumentos naturales) como campo santo.

## Historia
El palacio fue uno de los proyectos predilectos del emperador Maximiliano II y el palacio y sus jardines fueron concebidos como una obra de arte total. El sitio de construcción fue elegido deliberadamente para aumentar la fama del emperador, quien con este prestigioso palacio demostró su reclamo de poder.
Las residencias imperiales en la zona eran el Palacio Kaiserebersdorf, que era un palacio residencial decente, la Casa del Placer Verde en el , así como el Edificio Nuevo, que probablemente estaba destinado a ser un palacio de puro placer y Belvedere, es decir, un mirador, después de la caza y para fiestas.
A diferencia del "antiguo" Schloss Kaiserebersdorf, debe entenderse el nombre "Neugeb Gebäude", que apareció por primera vez en un documento en octubre de 1573 como el "nuevo Gepews".
El 1 de noviembre de 1566, el emperador Maximiliano II escribió en su diario:

[...]la gente está solicitando expertos en construcción [...]

Su gran deseo era construir un palacio de placer en Simmering cerca de Viena, el edificio del jardín de faisán, el nuevo edificio. Se cree que Jacopo Strada, constructor del emperador, es uno de los muchos arquitectos.En 1569, Pietro Ferrabosco comenzó a construir el castillo. Las primeras tallas de piedra tuvieron lugar en la nueva cantera de Leithaberg, los maestros Bartholomäus Pethan y Antonius Pozzotrabajó en los pilares monumentales de la galería occidental. En 1572 Hans Bürger está documentado como maestro de obras. El 17 de abril de 1576, la sala de la corte exigió que la gobernación de Trautmannsdorf repare un puente sobre el Leitha para que los carreteros no se vieran obstaculizados con sus carros de piedra destinados al nuevo edificio. El 13 de junio de 1576, los municipios de Sommerein, Sarasdorf y Wilfleinsdorf emitieron una ordenanza para mover grandes bloques de piedra de la cantera de las montañas de Leitha al nuevo edificio de faisán jardín con sus carros para transportar. En caso de que sus carros fueran demasiado débiles, se ordenaría que los caballeros proporcionaran los carros y las comunidades caballos y bueyes. Otro decreto tuvo que ser emitido el 5 de octubre de 1576, que debían entregar los pilares de piedra que se habían tallado para el edificio imperial tan pronto como fueran pagados. El 12 de octubre llegó la demanda urgente de que todo el manejador no debería tener más de los seylen (pares de pilares) de siete u ocho piedras hasta el gepew furen y contra él en gullt debería tomar.Aunque se documentan los nombres de varios artistas, canteros y otras personas involucradas, no se sabe nada sobre el arquitecto original. Esto sugiere que el diseño provino nada menos que del propio emperador.
En ese momento, la Cámara aún no sabía que el Emperador había muerto en Ratisbona el mismo día. La instalación no estaba completa, pero el trabajo estaba más avanzado de lo que se había anticipado. Por piedad hacia su padre, el emperador Rodolfo II permitió que el edificio continuara, pero en realidad tenía poco interés en él. En 1579 se entregaron los pilares de la galería oriental de la cantera imperial.
Ladislaus von Zierotin, un noble moravo, describió el hermoso edificio en julio de 1590, el largo patio interior, que estaba adornado con altas columnas de mármol blanco ( Kaiserstein ), tenía fuentes de alabastro inglés y torres cubiertas de cobre, además de estar decorado con pinturas y estatuas. será. Alrededor de 1600 comenzaron los signos de descomposición, el yeso se caía de las galerías.
Detalle del grabado de Delsenbach con una vista del castillo desde el noreste
El 22 de mayo de 1665, el cobre viejo fue transportado al Hofburg de Viena... el cobre de la torre derrumbada del edificio Ney fue seguido para el nuevo edificio del castillo. En 1683 el castillo sobrevivió a los turcos sin ser destruido. La caída de Kuruzene el 11 de junio de 1704 con el príncipe Francisco Rákóczi II causó daños importantes. A su regreso, el nuevo edificio fue incendiado. En ese momento albergaba la colección imperial de animales, la mayoría de los animales raros fueron asesinados.
Partes de la instalación original ahora se pueden encontrar en Schönbrunn. María Teresa hizo trasladar allí elementos valiosos, especialmente para la construcción de la Gloriette. Se cree que se reutilizaron principalmente las grandes columnas y la bucranea, así como dos fuentes de Alexander Colin.